# La gitana
La gitana es un cuadro del pintor neerlandés Frans Hals. Está realizado al óleo sobre madera. Mide 58 cm de alto y 52 cm de ancho. Fue pintado hacia 1628-1630, encontrándose actualmente en el Museo del Louvre, de París, Francia, donde se exhibe con el título de La Bohémienne (La bohemia). Fue legado al Louvre en 1869 por Louis La Caze.
Esta obra, también conocido como La cíngara o La gitanilla es posiblemente el más conocido de los retratos de tipos populares ejecutados por Hals, acercándose al cuadro de género. La identificación de una gitana es casi eufemística, porque se cree que es más bien una prostituta, por la intención de que Hals la dotó con el uso de la luz rasante en el escote, la expresión desenvuelta de la modelo y el carácter provocativo del vestido, así como en su mirada y en la boca entreabierta, lo que era insólito en un retrato femenino, ya que nunca se debía representar al personaje sonriendo, ni enseñando los dientes, por considerarse provocativo e indecente. El retrato de als.
Frans Hals usa un gesto rápido. La técnica en la pincelada es muy suelta, pero bien empastada como era habitual en el pintor holandés. Estas pinceladas discontinuas y superpuestas anticipan el impresionismo de dos siglos y medio posterior. Esto sirve perfectamente para la representación de gesto, un tanto agridulce de la muchacha. 
Prescinde Hals, como en la mayoría de sus retratos individuales de fondo paisajístico, si bien aparecen rasgos que podrían aludir a un paisaje rocoso o a un cielo nublado, lo que sugiere que podría ser un retrato ejecutado al aire libre (de plein air). 
La luz se centra en el rostro y busto de manera intencionada. 